# Julio René Martínez
Julio René Martínez (Fraijanes, departamento de Guatemala, 27 de setembro de 1973) é um antigo atleta guatemalteco, especializado em marcha atlética.
Foi recordista mundial da prova de 20 km marcha durante quase três anos, desde 8 de maio de 1999 até 28 de abril de 2002. Esta marca, realizada numa prova específica que decorreu em Eisenhüttenstadt, Alemanha, nunca foi confirmada em grandes competições multi-eventos.
Em Jogos Olímpicos, foi desclassificado nas Olimpíadas de Atlanta 1996 e de Atenas 2004, obtendo um modesto 43º lugar nos Jogos de Sydney 2000. Só a nível continental conseguiu algumas medalhas, nomeadamente nos Jogos Pan-Americanos e nos Jogos Centro-Americanos e do Caribe.